# John Napoleon Brinton Hewitt
John Napoleon Brinton Hewitt (Reserva Tuscarora, 1859-1937) fou un etnòleg i antropòleg iroquès. Era un personatge d'origen ètnic divers (francès, oneida, tuscarora, anglès i escocès), des del 1880 començà a estudiar les llengües iroqueses i a recollir llegendes i mites iroquesos per a John Wesley Powell. Publicà articles a American Anthropologist i Iroquois Cosmology i Seneca Fiction, Legends, and Myths als informes anyals del Bureau of American Ethnology. Del 1912 al 1926 fou tresorer de la Societat Antropològica de Washington, de la que en fou president el 1932-1934. També fou membre de la Society of American Indians.